# 弗里茨·菲舍尔
弗里茨·菲舍尔（德語：Fritz Fischer，1956年9月22日—），德国男子冬季两项运动员。他曾代表西德、德国参加1980年、1984年、1988年和1992年冬季奥林匹克运动会冬季两项比赛，共获得一枚金牌、一枚银牌和一枚铜牌。